# Campeonato Europeo de Balonmano Masculino de 2022
El XV Campeonato Europeo de Balonmano Masculino se celebró en Hungría y Eslovaquia entre el 13 y el 30 de enero de 2022 bajo la organización de la Federación Europea de Balonmano (EHF), la Federación Húngara de Balonmano y la Federación Eslovaca de Balonmano.
Un total de veinticuatro selecciones nacionales compitieron por el título europeo, cuyo anterior portador era el equipo de España, vencedor del Europeo de 2020.
El equipo de Suecia conquistó el título europeo al derrotar en la final a la selección de España con un marcador de 27-26. En el partido por el tercer lugar el conjunto de Dinamarca venció al de Francia.

## Sedes
| Foto | Grupo             | Ciudad                   | Instalación         | Capacidad |
| ---- | ----------------- | ------------------------ | ------------------- | --------- |
|      | A                 | Debrecen ( Hungría)      | Arena Főnix         | 8000      |
|      | B, I y fase final | Budapest ( Hungría)      | Arena de Budapest   | 14 000    |
|      | C                 | Szeged ( Hungría)        | Pick Aréna          | 10 000    |
|      | D, E y II         | Bratislava ( Eslovaquia) | Arena Ondrej Nepela | 10 500    |
|      | F                 | Košice ( Eslovaquia)     | Steel Aréna         | 8350      |

## Árbitros
El 10 de septiembre de 2021 fueron anunciadas las 18 parejas arbitrales para este campeonato. Posteriormente, otras dos parejas fueron convocadas para el campeonato.
| País       | Árbitros                                |
| ---------- | --------------------------------------- |
| Alemania   | Robert Schulze Tobias Tönnies           |
| Austria    | Radojko Brkic Andrei Jusufhodzic        |
| Croacia    | Matija Gubica Boris Milošević           |
| Dinamarca  | Mads Hansen Jesper Madsen               |
| Eslovaquia | Boris Mandák Mário Rudinský             |
| Eslovenia  | Bojan Lah David Sok                     |
| España     | Andreu Marín Ignacio García Serradilla  |
| Francia    | Charlotte Bonaventura Julie Bonaventura |
| Hungría    | Ádám Bíró Olivér Kiss                   |
| Islandia   | Jónas Elíasson Anton Pálsson            |

| País                | Árbitros                         |
| ------------------- | -------------------------------- |
| Lituania            | Vaidas Mažeika Mindaugas Gatelis |
| Macedonia del Norte | Slave Nikolov Guiorgui Nachevski |
| Montenegro          | Ivan Pavićević Miloš Ražnatović  |
| Noruega             | Lars Jørum Håvard Kleven         |
| Portugal            | Duarte Santos Ricardo Fonseca    |
| República Checa     | Václav Horáček Jiří Novotný      |
| Rumania             | Bogdan Stark Romeo Ştefan        |
| Serbia              | Nenad Nikolić Dušan Stojković    |
| Suecia              | Mirza Kurtagic Mattias Wetterwik |
| Suiza               | Arthur Brunner Morad Salah       |

## Grupos
| Grupo A             | Grupo B      | Grupo C | Grupo D     | Grupo E              | Grupo F    |
| ------------------- | ------------ | ------- | ----------- | -------------------- | ---------- |
| Eslovenia           | Portugal     | Croacia | Alemania    | España               | Noruega    |
| Dinamarca           | Hungría      | Serbia  | Austria     | Suecia               | Rusia      |
| Macedonia del Norte | Islandia     | Francia | Bielorrusia | República Checa      | Eslovaquia |
| Montenegro          | Países Bajos | Ucrania | Polonia     | Bosnia y Herzegovina | Lituania   |

## Primera fase
- Todos los partidos en la hora local de Hungría y Eslovaquia (UTC+1).

Los primeros dos de cada grupo pasan a la segunda fase.

### Grupo A
| Equipo              | J | G | E | P | GF | GC | DG  | PTS |
| ------------------- | - | - | - | - | -- | -- | --- | --- |
| Dinamarca           | 3 | 3 | 0 | 0 | 95 | 65 | +30 | 6   |
| Montenegro          | 3 | 2 | 0 | 1 | 82 | 86 | -4  | 4   |
| Eslovenia           | 3 | 1 | 0 | 2 | 82 | 92 | -10 | 2   |
| Macedonia del Norte | 3 | 0 | 0 | 3 | 70 | 86 | -16 | 0   |

- Resultados

| Fecha | Hora  | Partido¹            | Partido¹ | Partido¹            | Resultado |
| ----- | ----- | ------------------- | -------- | ------------------- | --------- |
| 13.01 | 18:00 | Eslovenia           | -        | Macedonia del Norte | 27-25     |
| 13.01 | 20:30 | Dinamarca           | -        | Montenegro          | 30-21     |
| 15.01 | 18:00 | Macedonia del Norte | -        | Montenegro          | 24-28     |
| 15.01 | 20:30 | Eslovenia           | -        | Dinamarca           | 23-34     |
| 17.01 | 18:00 | Montenegro          | -        | Eslovenia           | 33-32     |
| 17.01 | 20:30 | Macedonia del Norte | -        | Dinamarca           | 21-31     |

- (¹) – Todos en Debrecen.

### Grupo B
| Equipo       | J | G | E | P | GF | GC | DG | PTS |
| ------------ | - | - | - | - | -- | -- | -- | --- |
| Islandia     | 3 | 3 | 0 | 0 | 88 | 82 | +6 | 6   |
| Países Bajos | 3 | 2 | 0 | 1 | 91 | 88 | +3 | 4   |
| Hungría      | 3 | 1 | 0 | 2 | 89 | 92 | -3 | 2   |
| Portugal     | 3 | 0 | 0 | 3 | 85 | 91 | -6 | 0   |

- Resultados

| Fecha | Hora  | Partido¹     | Partido¹ | Partido¹     | Resultado |
| ----- | ----- | ------------ | -------- | ------------ | --------- |
| 13.01 | 20:30 | Hungría      | -        | Países Bajos | 28-31     |
| 14.01 | 20:30 | Portugal     | -        | Islandia     | 24-28     |
| 16.01 | 18:00 | Portugal     | -        | Hungría      | 30-31     |
| 16.01 | 20:30 | Islandia     | -        | Países Bajos | 29-28     |
| 18.01 | 18:00 | Islandia     | -        | Hungría      | 31-30     |
| 18.01 | 20:30 | Países Bajos | -        | Portugal     | 32-31     |

- (¹) – Todos en Budapest.

### Grupo C
| Equipo  | J | G | E | P | GF | GC  | DG  | PTS |
| ------- | - | - | - | - | -- | --- | --- | --- |
| Francia | 3 | 3 | 0 | 0 | 92 | 70  | +22 | 6   |
| Croacia | 3 | 2 | 0 | 1 | 83 | 72  | +11 | 4   |
| Serbia  | 3 | 1 | 0 | 2 | 76 | 75  | +1  | 2   |
| Ucrania | 3 | 0 | 0 | 3 | 71 | 105 | -34 | 0   |

- Resultados

| Fecha | Hora  | Partido¹ | Partido¹ | Partido¹ | Resultado |
| ----- | ----- | -------- | -------- | -------- | --------- |
| 13.01 | 18:00 | Serbia   | -        | Ucrania  | 31-23     |
| 13.01 | 20:30 | Croacia  | -        | Francia  | 22-27     |
| 15.01 | 18:00 | Francia  | -        | Ucrania  | 36-23     |
| 15.01 | 20:30 | Croacia  | -        | Serbia   | 23-20     |
| 17.01 | 18:00 | Ucrania  | -        | Croacia  | 25-38     |
| 17.01 | 20:30 | Francia  | -        | Serbia   | 29-25     |

- (¹) – Todos en Szeged.

### Grupo D
| Equipo      | J | G | E | P | GF | GC | DG  | PTS |
| ----------- | - | - | - | - | -- | -- | --- | --- |
| Alemania    | 3 | 3 | 0 | 0 | 97 | 81 | +16 | 6   |
| Polonia     | 3 | 2 | 0 | 1 | 88 | 81 | +7  | 4   |
| Bielorrusia | 3 | 1 | 0 | 2 | 78 | 88 | -10 | 2   |
| Austria     | 3 | 0 | 0 | 3 | 86 | 99 | -13 | 0   |

- Resultados

| Fecha | Hora  | Partido¹    | Partido¹ | Partido¹    | Resultado |
| ----- | ----- | ----------- | -------- | ----------- | --------- |
| 14.01 | 18:00 | Alemania    | -        | Bielorrusia | 33-29     |
| 14.01 | 20:30 | Austria     | -        | Polonia     | 31-36     |
| 16.01 | 18:00 | Alemania    | -        | Austria     | 34-29     |
| 16.01 | 20:30 | Bielorrusia | -        | Polonia     | 20-29     |
| 18.01 | 18:00 | Polonia     | -        | Alemania    | 23-30     |
| 18.01 | 20:30 | Bielorrusia | -        | Austria     | 29-26     |

- (¹) – Todos en Bratislava.

### Grupo E
| Equipo               | J | G | E | P | GF | GC | DG  | PTS |
| -------------------- | - | - | - | - | -- | -- | --- | --- |
| España               | 3 | 3 | 0 | 0 | 88 | 78 | +10 | 6   |
| Suecia               | 3 | 1 | 1 | 1 | 85 | 77 | +8  | 3   |
| República Checa      | 3 | 1 | 1 | 1 | 80 | 74 | +6  | 3   |
| Bosnia y Herzegovina | 3 | 0 | 0 | 3 | 61 | 85 | -24 | 0   |

- Resultados

| Fecha | Hora  | Partido¹             | Partido¹ | Partido¹             | Resultado |
| ----- | ----- | -------------------- | -------- | -------------------- | --------- |
| 13.01 | 18:00 | España               | -        | República Checa      | 28-26     |
| 13.01 | 20:30 | Suecia               | -        | Bosnia y Herzegovina | 30-18     |
| 15.01 | 18:00 | República Checa      | -        | Bosnia y Herzegovina | 27-19     |
| 15.01 | 20:30 | España               | -        | Suecia               | 32-28     |
| 17.01 | 18:00 | Bosnia y Herzegovina | -        | España               | 24-28     |
| 17.01 | 20:30 | República Checa      | -        | Suecia               | 27-27     |

- (¹) – Todos en Bratislava.

### Grupo F
| Equipo     | J | G | E | P | GF | GC | DG  | PTS |
| ---------- | - | - | - | - | -- | -- | --- | --- |
| Rusia      | 3 | 3 | 0 | 0 | 88 | 76 | +12 | 6   |
| Noruega    | 3 | 2 | 0 | 1 | 92 | 77 | +15 | 4   |
| Eslovaquia | 3 | 1 | 0 | 2 | 83 | 97 | -14 | 2   |
| Lituania   | 3 | 0 | 0 | 3 | 82 | 95 | -13 | 0   |

- Resultados

| Fecha | Hora  | Partido¹   | Partido¹ | Partido¹   | Resultado |
| ----- | ----- | ---------- | -------- | ---------- | --------- |
| 13.01 | 18:00 | Rusia      | -        | Lituania   | 29-27     |
| 13.01 | 20:30 | Noruega    | -        | Eslovaquia | 35-25     |
| 15.01 | 18:00 | Eslovaquia | -        | Lituania   | 31-26     |
| 15.01 | 20:30 | Noruega    | -        | Rusia      | 22-23     |
| 17.01 | 18:00 | Eslovaquia | -        | Rusia      | 27-36     |
| 17.01 | 20:30 | Lituania   | -        | Noruega    | 29-35     |

- (¹) – Todos en Košice.

## Segunda fase
- Todos los partidos en la hora local de Hungría y Eslovaquia (UTC+1).

Los primeros dos de cada grupo disputan las semifinales.

### Grupo I
| Equipo       | J | G | E | P | GF  | GC  | DG  | PTS |
| ------------ | - | - | - | - | --- | --- | --- | --- |
| Francia      | 5 | 4 | 0 | 1 | 148 | 131 | +17 | 8   |
| Dinamarca    | 5 | 4 | 0 | 1 | 149 | 123 | +26 | 8   |
| Islandia     | 5 | 3 | 0 | 2 | 138 | 124 | +14 | 6   |
| Croacia      | 5 | 1 | 1 | 3 | 124 | 136 | -12 | 3   |
| Países Bajos | 5 | 1 | 1 | 3 | 137 | 156 | -19 | 3   |
| Montenegro   | 5 | 1 | 0 | 4 | 134 | 160 | -26 | 2   |

- Resultados

| Fecha | Hora  | Partido¹     | Partido¹ | Partido¹     | Resultado |
| ----- | ----- | ------------ | -------- | ------------ | --------- |
| 20.01 | 15:30 | Montenegro   | -        | Croacia      | 32-26     |
| 20.01 | 18:00 | Francia      | -        | Países Bajos | 34-24     |
| 20.01 | 20:30 | Dinamarca    | -        | Islandia     | 28-24     |
| 22.01 | 15:30 | Montenegro   | -        | Países Bajos | 30-34     |
| 22.01 | 18:00 | Francia      | -        | Islandia     | 21-29     |
| 22.01 | 20:30 | Dinamarca    | -        | Croacia      | 27-25     |
| 24.01 | 15:30 | Islandia     | -        | Croacia      | 22-23     |
| 24.01 | 18:00 | Dinamarca    | -        | Países Bajos | 35-23     |
| 24.01 | 20:30 | Montenegro   | -        | Francia      | 27-36     |
| 26.01 | 15:30 | Montenegro   | -        | Islandia     | 24-34     |
| 26.01 | 18:00 | Países Bajos | -        | Croacia      | 28-28     |
| 26.01 | 20:30 | Dinamarca    | -        | Francia      | 29-30     |

- (¹) – Todos en Budapest.

### Grupo II
| Equipo   | J | G | E | P | GF  | GC  | DG  | PTS |
| -------- | - | - | - | - | --- | --- | --- | --- |
| España   | 5 | 4 | 0 | 1 | 138 | 130 | +8  | 8   |
| Suecia   | 5 | 4 | 0 | 1 | 134 | 117 | +17 | 8   |
| Noruega  | 5 | 3 | 0 | 2 | 142 | 124 | +18 | 6   |
| Alemania | 5 | 2 | 0 | 3 | 127 | 134 | -7  | 4   |
| Rusia    | 5 | 1 | 1 | 3 | 129 | 136 | -7  | 3   |
| Polonia  | 5 | 0 | 1 | 4 | 128 | 157 | -29 | 1   |

- Resultados

| Fecha | Hora  | Partido¹ | Partido¹ | Partido¹ | Resultado |
| ----- | ----- | -------- | -------- | -------- | --------- |
| 20.01 | 15:30 | Rusia    | -        | Suecia   | 23-29     |
| 20.01 | 18:00 | Alemania | -        | España   | 23-29     |
| 20.01 | 20:30 | Polonia  | -        | Noruega  | 31-42     |
| 21.01 | 15:30 | Rusia    | -        | España   | 25-26     |
| 21.01 | 18:00 | Polonia  | -        | Suecia   | 18-28     |
| 21.01 | 20:30 | Alemania | -        | Noruega  | 23-28     |
| 23.01 | 15:30 | Polonia  | -        | Rusia    | 29-29     |
| 23.01 | 18:00 | Alemania | -        | Suecia   | 21-25     |
| 23.01 | 20:30 | España   | -        | Noruega  | 23-27     |
| 25.01 | 15:30 | Polonia  | -        | España   | 27-28     |
| 25.01 | 18:00 | Alemania | -        | Rusia    | 30-29     |
| 25.01 | 20:30 | Suecia   | -        | Noruega  | 24-23     |

- (¹) – Todos en Bratislava.

## Fase final
- Todos los partidos en la hora local de Hungría (UTC+1).

|  | Semifinales | Semifinales |    |         | Final        | Final       |  |
|  | 28 de enero | 28 de enero |    |         | 30 de enero  | 30 de enero |  |
|  |             |             |    |         |              |             |  |
|  |             |             |    |         |              |             |  |
|  | Francia     | 33          |    |         |              |             |  |
|  | Suecia      | 34          |    |         |              |             |  |
|  |             |             |    |         |              |             |  |
|  |             |             |    |         |              |             |  |
|  |             |             |    |         | Suecia       | 27          |  |
|  |             | España      | 26 |         |              |             |  |
|  |             |             |    |         |              |             |  |
|  |             |             |    |         |              |             |  |
|  |             |             |    |         | Tercer lugar |             |  |
|  |             |             |    |         |              |             |  |
|  | España      | 29          |    | Francia | 32           |             |  |
|  | Dinamarca   | 25          |    |         | Dinamarca TE | 35          |  |

### Semifinales
| Fecha | Hora  | Partido¹ | Partido¹ | Partido¹  | Resultado |
| ----- | ----- | -------- | -------- | --------- | --------- |
| 28.01 | 18:00 | España   | -        | Dinamarca | 29-25     |
| 28.01 | 20:30 | Francia  | -        | Suecia    | 33-34     |

- (¹) – En Budapest.

### Quinto lugar
| Fecha | Hora  | Partido¹ | Partido¹ | Partido¹ | Resultado |
| ----- | ----- | -------- | -------- | -------- | --------- |
| 28.01 | 15:30 | Islandia | -        | Noruega  | 33-34 TE  |

### Tercer lugar
| Fecha | Hora  | Partido¹ | Partido¹ | Partido¹  | Resultado |
| ----- | ----- | -------- | -------- | --------- | --------- |
| 30.01 | 15:30 | Francia  | -        | Dinamarca | 32-35 TE  |

### Final
| Fecha | Hora  | Partido¹ | Partido¹ | Partido¹ | Resultado |
| ----- | ----- | -------- | -------- | -------- | --------- |
| 30.01 | 18:00 | Suecia   | -        | España   | 27-26     |

- (¹) – En Budapest.

## Medallero
| Suecia | España | Dinamarca |
| Oscar Bergendahl Jonathan Carlsbogård Valter Chrintz Felix Claar Max Darj Jonathan Edvardsson Niclas Ekberg Jim Gottfridsson Peter Johannesson Eric Johansson Albin Lagergren Emil Mellegård Felix Möller Hampus Olsson Andreas Palicka Lucas Pellas Isak Persson Linus Persson Daniel Pettersson Fredric Pettersson Lukas Sandell Tobias Thulin Karl Wallinius Hampus Wanne | Aitor Ariño Bengoechea Joan Cañellas Reixach Agustín Casado Marcelo Rodrigo Corrales Rodal Ángel Fernández Pérez Adrià Figueras Trejo Antonio García Robledo Aleix Gómez Abelló Gedeón Guardiola Villaplana Eduardo Gurbindo Martínez Sergey Hernández Ferrer Jorge Maqueda Peño José María Márquez Coloma Kauldi Odriozola Iñaki Peciña Tomé Gonzalo Pérez de Vargas Miguel Sánchez-Migallón Daniel Sarmiento Melián Ferrán Solé Sala Ian Tarrafeta Serrano | Lasse Andersson René Antonsen Mathias Gidsel Jannick Green Simon Hald Jensen Jóhan Hansen Mikkel Hansen Jacob Holm Emil Jakobsen Magnus Saugstrup Jensen Niclas Kirkeløkke Magnus Landin Jacobsen Niklas Landin Rasmus Lauge Schmidt Hans Lindberg Mads Mensah Larsen Aaron Mensing Kevin Møller Henrik Møllgaard Jensen Lasse Svan Henrik Toft Hansen |
| Glenn Solberg (seleccionador) | Jordi Ribera (seleccionador) | Nikolaj Jacobsen (seleccionador) |

## Estadísticas

### Clasificación general
| 1. Suecia                |
| 2. España CM             |
| 3. Dinamarca             |
| 4. Francia CM            |
| 5. Noruega CM            |
| 6. Islandia              |
| 7. Alemania              |
| 8. Croacia               |
| 9. Rusia                 |
| 10. Países Bajos         |
| 11. Montenegro           |
| 12. Polonia              |
| 13. República Checa      |
| 14. Serbia               |
| 15. Hungría              |
| 16. Eslovenia            |
| 17. Bielorrusia          |
| 18. Eslovaquia           |
| 19. Portugal             |
| 20. Austria              |
| 21. Lituania             |
| 22. Macedonia del Norte  |
| 23. Bosnia y Herzegovina |
| 24. Ucrania              |

### Máximos goleadores
| Núm. | Nombre              | Selección    | Goles | Tiros | %    | Partidos jugados |
| ---- | ------------------- | ------------ | ----- | ----- | ---- | ---------------- |
| 1    | Ómar Ingi Magnússon | Islandia     | 59    | 80    | 74 % | 8                |
| 2    | Mikkel Hansen       | Dinamarca    | 48    | 69    | 70 % | 7                |
| 3    | Arkadiusz Moryto    | Polonia      | 47    | 62    | 76 % | 7                |
| 4    | Hampus Wanne        | Suecia       | 45    | 56    | 80 % | 8                |
| 4    | Kay Smits           | Países Bajos | 45    | 62    | 73 % | 5                |
| 6    | Hugo Descat         | Francia      | 44    | 58    | 76 % | 9                |
| 7    | Sander Sagosen      | Noruega      | 43    | 71    | 61 % | 8                |
| 8    | Sebastian Barthold  | Noruega      | 42    | 54    | 78 % | 8                |
| 9    | Aleix Gómez Abelló  | España       | 41    | 54    | 76 % | 8                |
| 9    | Miloš Vujović       | Montenegro   | 41    | 57    | 72 % | 7                |

Fuente: 

### Mejores porteros
| Núm. | Nombre                  | Equipo              | Paradas | Tiros | %    | Partidos jugados |
| ---- | ----------------------- | ------------------- | ------- | ----- | ---- | ---------------- |
| 1    | Kevin Møller            | Dinamarca           | 42      | 104   | 40 % | 9                |
| 2    | Milan Bomastar          | Serbia              | 9       | 23    | 39 % | 3                |
| 3    | Viktor Kireyev          | Rusia               | 73      | 216   | 34 % | 7                |
| 3    | Tomáš Mrkva             | República Checa     | 36      | 106   | 34 % | 3                |
| 3    | Vladimir Cupara         | Serbia              | 24      | 70    | 34 % | 3                |
| 6    | Niklas Landin           | Dinamarca           | 76      | 232   | 33 % | 8                |
| 6    | Nikola Mitrevski        | Macedonia del Norte | 16      | 48    | 33 % | 2                |
| 8    | Vincent Gérard          | Francia             | 79      | 248   | 32 % | 9                |
| 8    | Gonzalo Pérez de Vargas | España              | 60      | 186   | 32 % | 9                |
| 8    | Torbjørn Bergerud       | Noruega             | 36      | 111   | 32 % | 6                |
| 8    | Ilia Usik               | Bielorrusia         | 16      | 50    | 32 % | 2                |

Fuente:  (pág. 29)

### Equipo ideal
- Mejor jugador del campeonato —MVP—: Jim Gottfridsson ( Suecia).

| Posición          | Nombre              | País         |
| ----------------- | ------------------- | ------------ |
| Portero           | Viktor Hallgrímsson | Islandia     |
| Extremo derecho   | Aleix Gómez         | España       |
| Extremo izquierdo | Miloš Vujović       | Montenegro   |
| Pivote            | Johannes Golla      | Alemania     |
| Central           | Luc Steins          | Países Bajos |
| Lateral derecho   | Mathias Gidsel      | Dinamarca    |
| Lateral izquierdo | Mikkel Hansen       | Dinamarca    |

Fuente: 